# Sekundærrute 297
Sekundærrute 297 er en rutenummereret landevej på Lolland.
Ruten strækker sig fra Sundby til Holeby.
Rute 297 har en længde på ca. 33 km.